# Estación Melipilla
Melipilla es una estación ferroviaria ubicada en la comuna de comuna homónima, región Metropolitana. Esta estación fue construida con el ramal Santiago-Cartagena en 1893. también fue cabecera del Ramal Melipilla-Ibacache. Quedó en desuso en 1987 luego de que se suprimieran los servicios en el ramal.
Desde 2021 se viene trabajando en un proyecto de tren suburbano, transformando a la estación en la décima estación del futuro tren de cercanías, Tren Melipilla-Estación Central, que conectará la ciudad de Santiago con Melipilla en la Región Metropolitana de Santiago, Chile. La estación está proyectada para que inicie sus operaciones en 2029.

## Historia
Con la construcción del ferrocarril que uniera a la comuna de Melipilla con Santiago debido al aumento de la importancia agrícola de la zona, comienza el proceso de construcción del ferrocarril con dirección oeste; los estudios del tren comenzaron en 1888 para que este llegara a Melipilla el primer tren el 15 de mayo de 1893, y el ramal fuese entregado a la Empresa de los Ferrocarriles del Estado el 30 de agosto de 1893; la estación se inaugura el 1 de septiembre del mismo año.
En 1915 bajo la dirección de Claudio Matte se construye el ramal Melipilla-Ibacach de trocha 750 mm que une a Melipilla con Ibacache (hoy Bollenar), pero debido a la disminución de su rentabilidad, fue cerrado en 1940.
La estación tuvo durante mucho tiempo una alta demanda por parte de pasajeros que en época de celebraciones se desplazaban hacia los balnearios de San Antonio o Cartagena. Debido al Terremoto de Algarrobo de 1985 la estación debe ser demolida, lo que hace la estación sea clausurada en 1986. Hacia 2013 solo quedaban las plataformas de la estación. La estación solo posee flujo de trenes de carga mineros.
Desde 1995 existen planes de la construcción de un servicio ferroviario que conecte a la zona poniente de la región metropolitana con la ciudad de Santiago; luego de dos décadas, en diciembre de 2015 entra a evaluación al SEA el proyecto "Melitrén", el cual define a la estación Melipilla como terminal del servicio. La estación contaría con un sistema de trenes eléctricos corriendo por una vía, más una segunda vía utilizada para carga, la construcción de un edificio en superficie para pasajeros, un nuevo paso vehicular y pasarelas por calle Alcalde.

### Tren Melipilla-Estación Central
Con el anuncio del Tren Melipilla-Estación Central, la estación Talagante será reactivada como parada de servicios de pasajeros. La estación de Melipilla servirá como terminal para la línea Alameda - Melipilla. Se ubicará en el mismo sitio que la estación antigua, a 300 metros al poniente de calle Alcalde. La estación dispondrá de un andén central de 6.5 metros de ancho. Tendrá capacidad para estacionar tres trenes de 150 metros de longitud en vías adicionales y hasta cinco trenes si se utilizan las vías de andenes. En términos de infraestructura adicional, contará con estacionamiento de autos, zona de intercambio con micros y áreas de juegos en el acceso sur. En el ámbito de carga, la estación mantendrá la vía principal y agregará dos desvíos de 525 y 440 metros de longitud. El proyecto también incluye mejoras en la urbanización para mitigar el actual carácter industrial del área.
La estación entraría en operaciones en 2029.

## Infraestructura
La estación poseía una arquitectura muy similar a la estación de San Bernardo: un edificio de un piso con un cobertizo soportado por vigas de madera. La estación poseía dos plataformas y cuatro líneas: una local, una recta y dos desvíos dentro del patio.
La estación posee un patio de maniobras y en un momento poseyó dos desvíos externos a industrias próximas (Soprocal). Además poseía una bodega, una caseta de cambio de vías.

## Servicios

### Futuro
Está en proceso de construcción el servicio de pasajeros Tren Melipilla-Estación Central, El tramo Lo errázuriz Talagante estará operativo en 2027, mientras que el tramo Talagante-Melipilla lo estará en 2029.